# Рашев (Хойникский район)
Рашев (бел. Рашаў) — деревня в Хойникском райсовете Хойникского района Гомельской области Беларуси.
Поблизости расположено месторождение железняка.
В связи с радиационным загрязнением после катастрофы на Чернобыльской АЭС жители (35 семей) переселены в чистые места.

## География

### Расположение
В 16 км на северо-восток от районного центра и железнодорожной станции Хойники (на ветке Василевичи — Хойники от линии Гомель — Калинковичи), в 119 км от Гомеля.

### Гидрография
На севере и востоке мелиоративные каналы.

## Транспортная сеть
Транспортные связи по просёлочной, затем автомобильной дороге Хойники — Речица. Планировка состоит из прямолинейной меридиональной улицы, к которой на юге присоединяется чуть искривлённая улица. Застроена двусторонне деревянными усадьбами.

## История
Впервые Рашев упомянут в судебном декрете от 12 июня 1618 года. Речь шла о нападении людей панов Гальшки и Михала Лозков на корчму Рашев в имении пана Николая Харлинского. В акте от 7 июня 1623 года о наезде на Остроглядовское имение и замок, местечко Новый Харленж (Хойники) и принадлежавшие им селения названа также "wieś Raszow". Размещалось селение в Киевском воеводстве Королевства Польского. С тех пор и до реформенного периода (1860-е гг.) Рашев принадлежал тем же владельцам, что и Хойники с Остроглядами, т. е. после Харлинских, с 1624 г. – Николаю Абрамовичу, Максимилиану Брозовскому, князьям Шуйским, семейству Прозоров. С 1793 г. – в границах Речицкого уезда Черниговского наместничества, с 1797 г. Минской губернии Российской империи. В ревизии 1795 г. Слобода Рашев, в которой насчитывалось 7 дворов и 33 жителя, пребывала в заставе от Прозоров у мстиславльского стольника Юстина Фурса.
В пореформенный период селение принадлежало к Молодушской волости Речицкого уезда Минской губернии. В 1879 году названо в составе Малодушского церковного прихода. Согласно переписи 1897 года действовал хлебозапасный магазин.
В 1931 году организован колхоз. Во время Великой Отечественной войны в июне 1943 года оккупанты полностью сожгли деревню и убили 11 жителей. 27 жителей погибли на фронте. Согласно переписи 1959 года входила в состав колхоза «Путь Ленина» (центр — деревня Глинище).

## Население

### Численность
- 2004 год — жителей нет.

### Динамика
- 1816 год — 28 дворов.
- 1850 год — 64 жителя.
- 1897 год — 165 жителей (согласно переписи).
- 1930 год — 46 дворов, 247 жителей.
- 1940 год — 51 двор, 259 жителей.
- 1959 год — 220 жителей (согласно переписи).
- 2004 год — жителей нет.